# دار الكرإبة (القفر)

تعديل مصدري - تعديل

دار الكرابة محلة تابعة لقرية المقاسمة، التابعة لعزلة بني سيف العالي بمديرية القفر إحدى مديريات محافظة إب في الجمهورية اليمنية، بلغ تعداد سكانها 20 حسب تعداد اليمن لعام 2004.